# Stefan Denifl
Stefan Denifl (* 20. September 1987 in Fulpmes, Tirol) ist ein österreichischer Radrennfahrer. Im März 2019 gestand Denifl Blutdoping betrieben zu haben und erhielt eine vierjährige Sperre. Seine größten Karriereerfolge als Gesamtwertungssieger der Österreich-Rundfahrt 2017 und Etappensieger der Vuelta a España 2017 wurden infolgedessen aberkannt.

## Werdegang
Seinen ersten Vertrag bei einem internationalen Radsportteam erhielt Denifl für das Jahr 2006 beim Professional Continental Team Vorarlberg. Von 2007 bis 2009 fuhr er für Elk Haus-Simplon und wurde im Jahr 2008 Österreichischer Meister im Einzelzeitfahren. 2010 wechselte Denifl zum Cervélo Test Team und konnte einige vordere Platzierungen bei internationalen Rennen wie der Vuelta a Castilla y León, sowie bei der Bayern-Rundfahrt und der Österreich-Radrundfahrt verbuchen.
Zu Beginn der Saison 2011 wechselte Stefan Denifl zum luxemburgischen Team Leopard Trek und fuhr damit erstmals für ein UCI ProTeam. Seine Teilnahme an der Kalifornien-Rundfahrt im Mai wurde von einem dramatischen Sturz auf der fünften Etappe von Seaside nach Paso Robles überschattet, wobei Denifl, nachdem er gemeinsam mit Ex-Weltmeister Óscar Freire als Ausreißer in aussichtsreicher Position lag, unglücklich zu Fall kam und beinahe mit einem nachfahrenden Teamfahrzeug kollidierte wäre. Seine stärksten Leistungen im Trikot von Leopard Trek zeigte er bei den schweren UCI ProTour-Eintagesrennen Grand Prix Cycliste de Montréal sowie beim Grand Prix de Wallonie, die er auf den Plätzen fünf bzw. neun beenden konnte.
2012 wechselte Denifl zum niederländischen Team Vacansoleil-DCM. Für das neue Team absolvierte er 2012 erstmals den Giro d’Italia und erzielte ein Top-Ten-Ergebnis bei der Tour du Limousin. Bei der UCI Straßen-Weltmeisterschaft in Valkenburg belegte er den 22. Rang.
Zur Saison 2013 wurde Denifl Teil des neugegründeten IAM Cycling Team. Seine größten Erfolge für das in der Schweiz ansässige Team konnte er 2013 mit dem fünften Gesamtrang beim Circuit Cycliste Sarthe sowie mit dem Gewinn der Bergwertung bei der Bayern-Rundfahrt einfahren. Die österreichischen Staatsmeisterschaften auf der Straße beendete er auf dem zweiten Rang hinter Riccardo Zoidl.
In der Frühjahrssaison 2014 belegte Stefan Denifl im März den siebten Gesamtrang bei Paris–Nizza. Im April belegte er beim Klassiker Lüttich–Bastogne–Lüttich den 20. Rang. Anschließend zwangen ihn Knieprobleme zu einer Verletzungspause bis 2015.
Sein Comeback feierte Denifl am 13. Mai 2015 Stefan Denifl bei der Bayern-Rundfahrt. Bei der anschließenden Tour de Suisse 2015 belegte er auf der Königsetappe mit Ziel Sölden/Rettenbachferner den neunten Rang und gewann die Bergwertung der Rundfahrt.

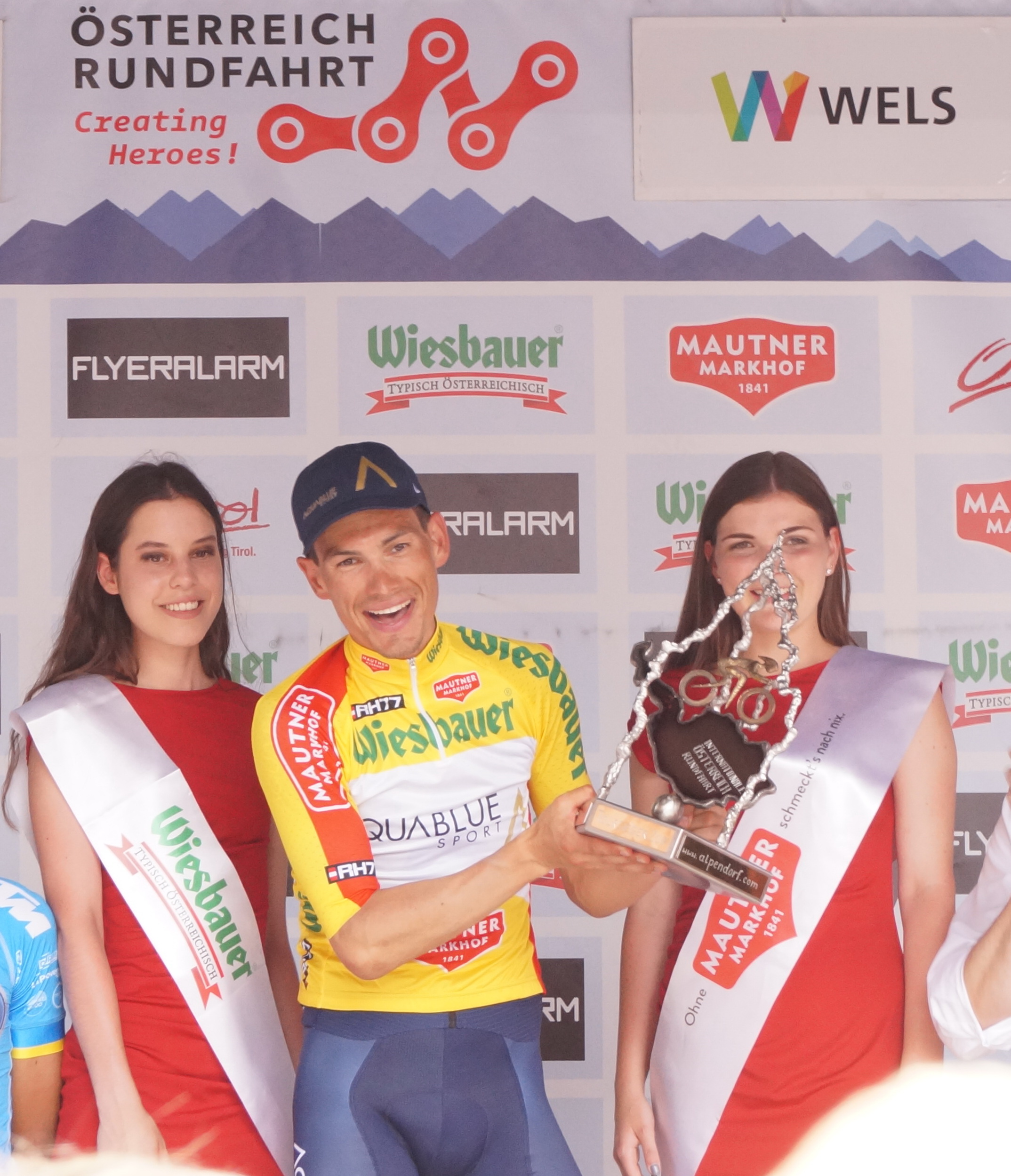
Stefan Denifl als Gesamtsieger der Österreich-Rundfahrt bei der Siegerehrung in Wels (Juli 2017) – 2019 wegen Dopings aberkannt

Denifl vertrat sein Land bei den Olympischen Spielen in Rio de Janeiro, gab das Rennen aber nach mehreren Defekten auf. Da das Schweizer IAM-Team mit Saisonende 2016 aufgelöst wurde, wechselte Stefan Denifl zur Saison 2017 gemeinsam mit seinen Teamkollegen Leigh Howard und Larry Warbasse zum neugegründeten irischen Team Aqua Blue Sport.
Mit dem später wegen Doping aberkannten Gesamtsieg der Österreich-Rundfahrt 2017 gelang Denifl sein bis daher größter Erfolg. Er übernahm als Etappenzweiter der vierten Etappe mit Bergankunft am Kitzbüheler Horn knapp hinter dem kolumbianischen Kletterspezialisten Miguel Ángel López das Gelbe Trikot und verteidigte die Gesamtführung gegen dessen Attacken auf der fünften Etappe, die u. a. über den Felbertauern und den Großglockner führte.
Bei der Vuelta a España 2017 entschied Denifl die 17. Etappe von Villadiego zur Bergankunft nach Los Machucos als letzter verbliebener Fahrer aus einer frühen Ausreißergruppe für sich. Dieser später ebenfalls wegen Doping aberkannte Erfolg war der erste Etappensieg eines Österreichers bei der Spanien-Rundfahrt seit 82 Jahren. Zuletzt war dies 1935 dem zweifachen österreichischen Straßenmeister Max Bulla gelungen. Zudem war es der erste Etappensieg für das irische Team Aqua Blue Sport bei einer der drei großen Rundfahrten.
Nach Auflösung des Team Aqua Blue Sport zum Saisonende 2018 unterschrieb Denifl einen Vertrag beim polnisch-amerikanischen CCC Team. Der Vertrag wurde jedoch wie das Team im Dezember 2018 mitteilte auf Wunsch von Denifl aus privaten Gründen einvernehmlich aufgelöst.
Am 1. März 2019 wurde der damals 31-Jährige im Rahmen der Dopingrazzia „Operation Aderlass“ bei den Nordischen Skiweltmeisterschaften in Seefeld in Tirol verhaftet und – nachdem er umfassend Blutdoping gestanden hatte – wieder auf freien Fuß gesetzt. Im Zuge dieser Dopingrazzia wurden Denifl der Erfolg der Österreich-Rundfahrt 2017 sowie der Etappensieg bei der Vuelta a España 2017 nachträglich aberkannt.
Im Jänner 2021 wurde Denifl vom Landesgericht Innsbruck wegen schweren gewerbsmäßigen Sportbetrugs zu 24 Monaten Haftstrafe, von denen 16 Monate zur Bewährung ausgesetzt wurden und dem Verfall von Einkommen verurteilt. Das Urteil wurde vom Obersten Gerichtshof aufgehoben und das Verfahren zum Landgericht zurückverwiesen, welches Denifl im November 2022 freisprach.
Der Drahtzieher des Blutdopings auch bei anderen Sportlern, der Arzt Mark S., wurde am 15. Januar 2021 vom Landgericht München II zu 4 Jahren und 10 Monaten Haft verurteilt – nicht rechtskräftig.

## Familie
Stefan Denifl lebt in Fulpmes und kommt aus einer Radsportfamilie.
Sein Vater Ernst vertrat Österreich als Mountainbiker bei den XXVI. Olympischen Sommerspielen 1996 in Atlanta.
Denifl wurde gut zwei Wochen nach seinem Gesamtsieg bei der Österreich-Rundfahrt 2017 Vater.

## Auszeichnungen
- Stefan Denifl wurde im Jänner 2018 als Österreichs Radsportler des Jahres 2017 ausgezeichnet.[22]

## Sportliche Erfolge
2004
- Gesamtwertung Oberösterreich-Rundfahrt (Junioren)

2005
- Österreichischer Meister – Straßenrennen (Junioren)
- Österreichischer Meister – Berg (Junioren)
- Österreichischer Meister – Paarzeitfahren (Junioren)
- Gesamtsieg Österreich-Cup (Junioren)

2006
- Österreichischer Meister – Einzelzeitfahren (U23)

2007
- Österreichischer Meister – Einzelzeitfahren (U23)
- Österreichischer Meister – Straße (U23)

2008
- Thermenland Grand Prix (U23)
- Rund um den Henninger-Turm (U23)
- Österreichischer Staatsmeister – Einzelzeitfahren
- Österreichischer Staatsmeister – Einzelzeitfahren (U23)

2009
- Gesamtwertung Internationale Thüringen Rundfahrt
- Nachwuchswertung Bayern-Rundfahrt

2013
- Bergwertung Bayern-Rundfahrt

2015
- Bergwertung Tour de Suisse

## Aberkannte Erfolge
- Gesamtwertung Österreich-Rundfahrt 2017
- eine Etappe Vuelta a España 2017

## Grand Tours-Platzierungen
| Grand Tour            | 2010 | 2011 | 2012 | 2013 | 2014 | 2015 | 2016 | 2017 | 2018 |
| --------------------- | ---- | ---- | ---- | ---- | ---- | ---- | ---- | ---- | ---- |
| Giro d’ItaliaGiro     | –    | –    | 75   | –    | –    | –    | 52   | –    | –    |
| Tour de FranceTour    | –    | –    | –    | –    | –    | –    | –    | –    | –    |
| Vuelta a EspañaVuelta | DNF  | –    | –    | –    | –    | –    | –    | 58   | –    |